# Camera dei rappresentanti dell'Alabama
La Camera dei rappresentanti dell'Alabama è la camera bassa della Legislatura dell'Alabama. Essa si riunisce, insieme al Senato, nel Campidoglio dello Stato dell’Alabama.
Costituita da 105 membri in rappresentanza di altrettanti distretti (ognuno dei quali contiene, secondo la legge almeno 42.380 cittadini), non prevede limiti di mandato per i parlamentari. Essa, infine, è una delle cinque camere basse statali negli Stati Uniti ad essere elette ogni quattro anni, mentre le altre, tra cui la Camera dei rappresentanti federale, sono elette per un mandato di due anni.
La Camera è diretta da uno Speaker, che ne è il presidente ed è eletto dal caucus del partito di maggioranza, seguito dalla conferma dell'intera Camera. Oltre a presiedere l'organo, però, lo Speaker è anche il responsabile della posizione di leadership e controlla il lavoro della legislatura e gli incarichi delle commissioni. 
Le altre principali figure della Camera, come i leader di maggioranza e opposizione, sono eletti dai caucus dei rispettivi partiti di maggioranza, in base alla loro rappresentanza nella Camera.